# Coelorinchus goobala
Coelorinchus goobala är en fiskart som beskrevs av Akitoshi Iwamoto och Williams, 1999. Coelorinchus goobala ingår i släktet Coelorinchus och familjen skolästfiskar. Inga underarter finns listade i Catalogue of Life.